# Leone Leoni
Leone Leoni (Arezzo,1509 —Milán, 22 de julio de 1590) fue un escultor italiano del Renacimiento que trabajó en Italia, Alemania, Austria, Francia, los Países Bajos españoles y España, país este último donde realizó la mayor parte de su obra. 
Leoni es recordado como el mejor medallista del Cinquecento.
 Cimentó su reputación a través de encargos que recibió de los monarcas de la dinastía de los Habsburgo, como Carlos I de España y su hijo Felipe II. 
Su medio habitual fue el bronce, aunque también trabajó el mármol, alabastro, gemas preciosas talladas, y probablemente dejó algunos trabajos acabados en cera (material en que fueron modeladas muchas de sus esculturas), así como el diseño de monedas. Principalmente produjo retratos y composiciones alegóricas.

## Biografía
Sus orígenes familiares estaban en Arezzo, aunque probablemente fuera nacido en Menaggio cerca del Lago de Como, y su temprana formación, a juzgar por el trabajo en sus medallas, fuese con un medallista u orfebre, como dijo Vasari.
Su más temprana documentación le localiza en Venecia después de 1533, con su esposa y un hijo pequeño, viviendo bajo la protección de un compatriota aretino (y posible pariente), Pietro Aretino, quien le introdujo en el círculo de Tiziano.
Tomando ventaja sobre su rival Benvenuto Cellini, que estaba por entonces en prisión, se aseguró el puesto de diseñador para la casa de la moneda del Papa en Ferrara (1538-40) pero fue forzado a dimitir acusado de estafa, siendo reemplazado por Pellegrino di Leuti, joyero del papa Pablo III Farnesio; Leoni atacó a Pellegrino y fue condenado a perder su mano derecha, una sentencia que, por la intercesión de sus amigos poderosos, sería conmutada por reclusión en galeras, de las que fue liberado un año más tarde por las gestiones de Andrea Doria. Leoni talló tres placas y cinco medallas representando a Andrea Doria como muestra de su gratitud.

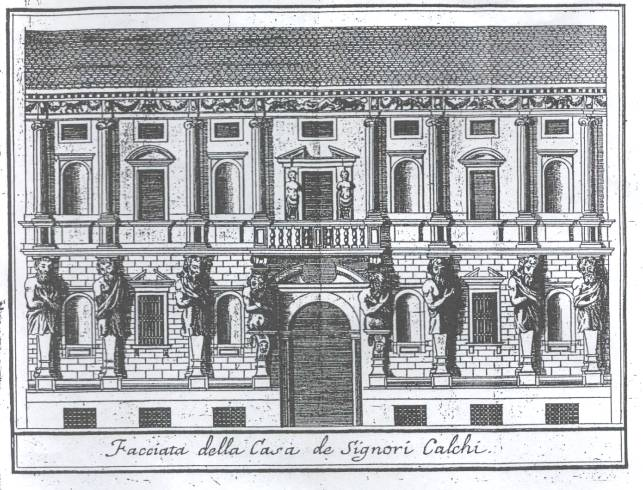
La Casa degli Omenoni que Leoni diseñó para sí mismo, procedente de la Descrizione di Milano de Serviliano, 1738].

Una vez liberado de las galeras, "continuó alternando entre la violencia criminal y el exquisito trabajo artesano", desplazándose a Milán para asumir un nombramiento imperial como maestro de la Casa de la moneda, a partir del 20 de febrero de 1542, con una remuneración de 150 ducados anuales y el regalo de una casa en el distrito Moroni de la ciudad. 
La casa de Leoni en Milán fue reconstruida en el periodo 1565-67, e inmediatamente denominada "Casa degli Omenoni" por sus  figuras-columna de atlantes a escala heroica y barbudos, una rareza en el Milán de aquel tiempo; indicio de su éxito social. Las figuras fueron talladas por Antonio Abondio, indudablemente a partir de modelos de Leoni. Aquí agasajó a Giorgio Vasari, quien anotó la gran colección de Leoni de modelos de escayolas de la Antigüedad, de entre las que destacaba un estuco de la figura ecuestre de Marco Aurelio del Campidoglio en el patio central.
Su más temprano protector en Milán fue el gobernador imperial Ferrante Gonzaga, con el que mantenía un trato familiar. A pesar de las llamadas de sus patrones para residir, o al menos presentarse, en la corte, Leoni vivió en Milán a partir de entonces aduciendo que sólo allí podría obtener los materiales apropiados para su trabajo, en contraste notable con Giambologna a quien nunca le fue permitido dejar Florencia por el duque de Toscana, como él amargamente se quejaba. Entre otros incidentes violentos posteriores, se sospecha que Leone habría intentado asesinar al hijo de Tiziano, que se había trasladado a Milán.
Se había hecho una temprana reputación como retratista en medallones, antes de sus principales encargos por parte de Carlos V, cuya imagen para la posteridad está en sus retratos gracias a Tiziano y Leoni. Leoni fue invitado por Carlos a Bruselas en 1549, y fue entonces cuando hizo el primero de los retratos de ese periodo de su vida; aunque  Leoni ya había hecho un medallón del Carlos en 1536. En Bruselas el Emperador instaló a Leoni en un apartamento debajo del suyo y, seducido por el trabajo del escultor, pasaba horas admirando su trabajo, según recordaba Vasari. Armó caballero a Leoni el 2 de noviembre de 1549.
Para la Catedral de Milán, Leoni realizó cinco figuras para el monumento del condottiero Gian Giacomo Medici, hermano del papa Pío IV, en una peana arquitectónica de mármol que Vasari atribuyó al diseño de Miguel Ángel.
En un encargo del Cardenal Granvela (1516-86), obispo de Arras, arzobispo de Malinas, virrey de Nápoles y ministro de los Habsburgo, Leoni fundió tres medias figuras de tamaño natural, lujosamente enmarcadas en óvalos, de Carlos, Felipe y el Cardenal, descritas por Vasari.
Granvela a menudo mantenía correspondencia con Leoni, a quien pudo haber conocido en su juventud como estudiante en Padua, sobre los encargos de los Habsburgo (que por lo general demoraba en la fecha de entrega prometidas).

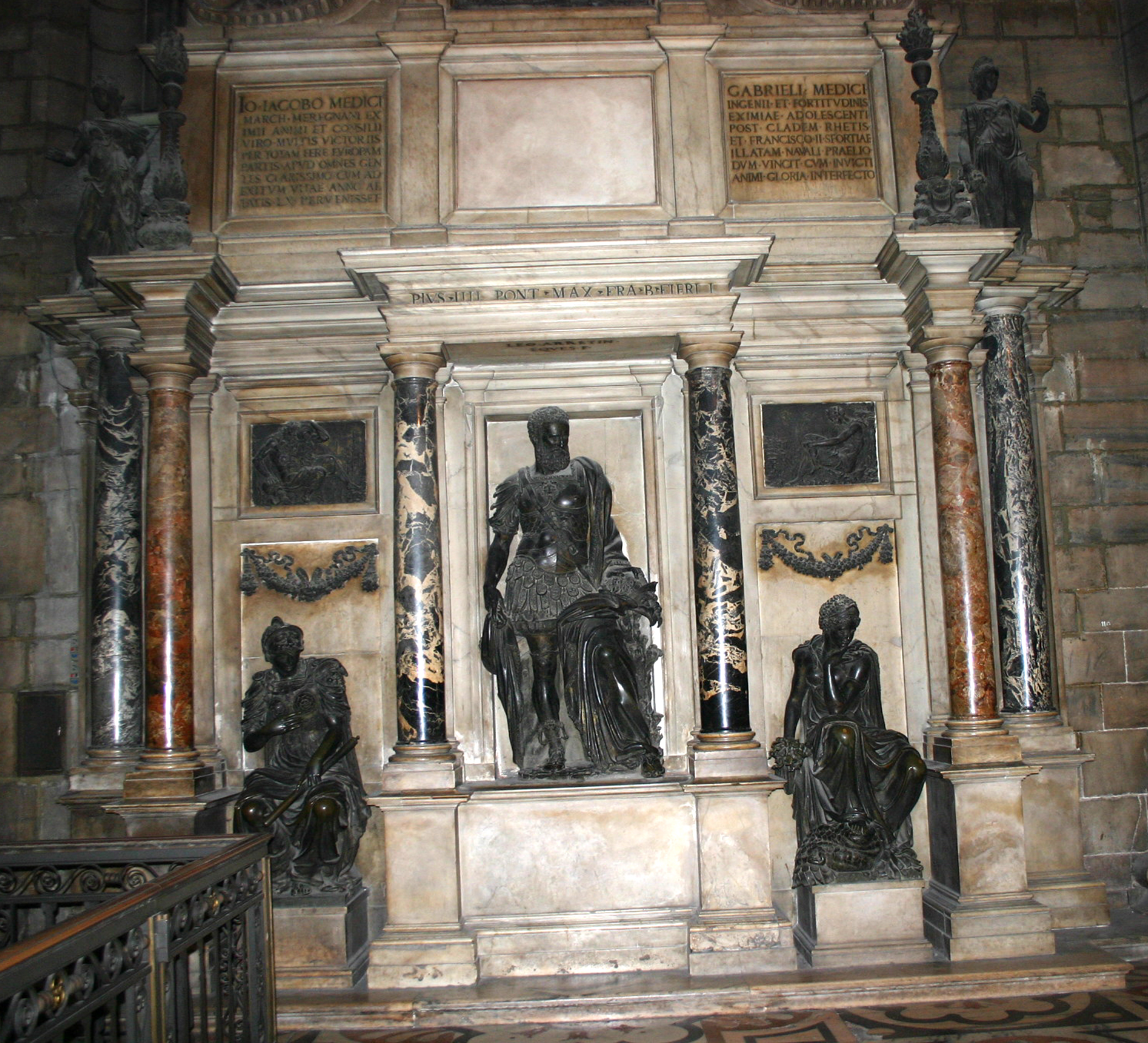
Monumento a Gian Giacomo Medici (fallecido en 1555), en la Catedral de Milán, por Leone Leoni.

El encargo de un conjunto de retratos reales con destino a España fue una extensión del patronato de los Habsburgo. Según Vasari, al regresar de España, Leoni portaba 2000 escudos. En España, colaborando con su hijo Pompeo, realizó una serie de retratos de la familia del Emperador, en mármol y bronce, conservados casi todos ellos en el Museo del Prado de Madrid. Entre estas obras, destaca el monumental grupo Carlos V dominando el Furor. 
Para el Monasterio de El Escorial, le fueron encargados los cenotafios del emperador Carlos y su hijo Felipe a los lados del presbiterio de la Basílica; gran parte de la tarea la llevó a cabo Pompeo, que heredó el taller familiar a la muerte del maestro.
Leoni fue pionero de una tipología que se haría muy común en el retrato escultórico durante el Barroco: figura sobre un pedestal, con el torso truncado a la altura del vientre y la cabeza y los hombros en su parte superior.

## Obras destacadas
- Medallas con retratos de Carlos V,[11] Fernando I, Felipe II, Giorgio Vasari, Michelangelo Buonarroti, Andrea Doria, e Ippolita Gonzaga.[12]
- Carlos V y el Furor, en el acceso norte del Museo del Prado.
- Estatua de Isabel de Portugal, bronce, claustro de los Jerónimos del Museo del Prado (existe una versión casi idéntica en mármol).
- Retrato de pie de Felipe II (1554), Museo del Prado. (Existen réplicas modernas en Madrid y Valladolid).
- Busto de Alfonso d'Avalos, marqués del Vasto, bronce (Morgan Library, Nueva York).
- Cinco figuras de bronce del monumento a Gian Giacomo Medici di Marignano, 1560-63 (Catedral de Milán); retrato de Gian Giacomo con figuras alegóricas de la Paz, la Virtud militar, la Providencia y la Fama.
- Triunfo de Ferrante Gonzaga, 1564, encargado por su hijo Cesare Gonzaga para conmemorar el gobierno de su padre de Milán, descrito por Vasari (Piazza Mazzini, Guastalla);
- Figuras orantes de las familias de Carlos V y Felipe II en la Basílica de El Escorial.
- Busto de Carlos V en bronce, Museo del Prado.
- Dos relieves con trofeos, figuras alegóricas y los perfiles del Emperador Carlos y su esposa, mármol, Museo del Prado.
- Estatua de la reina María de Hungría, hermana del Emperador, bronce, Museo del Prado.
- Busto de Fernando Álvarez de Toledo, III duque de Alba de Tormes (Castillo de Windsor, Royal Collection).
- Un retrato de Giovan Battista Castaldo, de la iglesia de San Bartolomeo, Nocera Inferiore — un encargo mencionado por Vasari quien pensó era de bronce y no conocía a qué monasterio había sido enviado- fue incluido en la exposición  Tiziano e il ritratto di corte, Museo di Capodimonte, Nápoles, 2006.[13]